# V.A.N
V.A.N ist ein Lied der US-amerikanischen Alternative-Metal-Band Bad Omens mit der Sängerin Poppy. Es erschien am 25. Januar 2024 als erste Single ihres Kompilationsalbums Concrete Jungle (The OST). 

## Inhalt
V.A.N ist ein Alternative-Metal-Song, der vom Sänger Noah Sebastian, dem Gitarristen Joakim Karlsson und dem Songwriter Michael Taylor geschrieben wurde. Der Text ist in englischer Sprache verfasst. V.A.N ist 4:35 Minuten lang, wurde in der Tonart G-Dur geschrieben und weist ein Tempo von 103 BPM auf. Produziert wurde das Lied von Noah Sebastian und Joakim Karlsson, während Zakk Cervini das Lied mischte und masterte. V.A.N steht für „Violence Against Nature“, übersetzt „Gewalt gegen die Natur“. Laut dem Sänger Noah Sebastian stand am Anfang lediglich die Hookline „Violence Against Nature“. Die Liedidee wurde unter dem Akronym V.A.N abgespeichert. Bad-Omens-Sänger Noah Sebastian ist während des Liedes nicht zu hören, da Poppy den kompletten Gesang übernimmt. Der Text wurde aus der Sicht einer künstlichen Intelligenz geschrieben, die wild geworden ist und versucht, die Menschheit zu zerstören. Die Geschichte basiert teilweise auf dem von der Band veröffentlichten Comic-Buch Concrete Jungle.

„I am in your algorithm learning all your mannerisms

I am already level with God

Initiated operation on your own extermination

now it’s too late for you to stop“

„Ich bin in deinem Algorithmus und lerne all deine Eigenheiten

Ich bin auf gleichen Niveau mit Gott

Begonnene Operation deiner eigenen Vernichtung

jetzt ist es zu spät für euch zu stoppen.“

Für das Lied wurde ein Musikvideo veröffentlicht, dessen Story von Noah Sebastian, Garrett Nicholson und Poppy geschrieben wurde. Nicholson und Poppy übernahmen darüber hinaus die Regie. Poppy spielt darin einen synthetischen Menschen, der gefangen gehalten und an dem Experimente in einem Labor durchgeführt werden. Poppy gelingt am Ende des Videos die Flucht und bricht zu einem mörderischen Amoklauf auf. Inspiriert wurde das Video von dem Videospiel Portal, dem Film Ex Machina und der Serie Stranger Things. Die Band ist im Video nicht zu sehen. Erstmals live aufgeführt wurde das Lied am 27. Januar 2024 in Berlin. Am 28. März 2024 wurde ein während der gemeinsamen Europatournee aufgezeichnetes Livevideo veröffentlicht.

## Rezeption

### Rezensionen
Im Werbetext bewirbt Bad Omens das Stück als „Industrial-Metal-Meisterwerk“. Bethany Simms von Onlinemagazin When the Horn Blows schrieb anknüpfend, dass V.A.N als Fusion aus düsterem Pop und elektronisch beeinflusstem Metalcore „den Hörer direkt mit Bad Omens’ hypnotischer Produktion und Poppys engelsgleichen Gesang“ fesselt. James Wilson-Taylor vom Onlinemagazin Rock Sound bezeichnete das Lied als „Industrial-gefärbten Knaller“. Laut Mike Leighton vom Onlinemagazin Metal Epidemic hat Just Pretend im Refrain „einen der glanzvolleren, großen Gesangsmomente“ auf dem Album.

### Chartplatzierungen
| ChartsChartplatzierungen            | Höchstplatzierung | Wochen |
| ----------------------------------- | ----------------- | ------ |
| Vereinigte Staaten (Billboard Rock) | 39 (1 Wo.)        | 1      |